# Parafia Najświętszej Maryi Panny Królowej Świata w Knurowie
Parafia pw. NMP Królowej Świata – parafia rzymskokatolicka znajdująca się w Knurowie, w dzielnicy Szczygłowice. Została erygowana 27 listopada 1977 roku.